# التنبؤات البحرية
بالأنكليزية : MAFOR و هي اختصار لـ MArine FORecast 

## MAFOR
هواختصار التنبؤات البحرية-التنبؤ بحالة سطح البحر- وهو عبارة عن شفرة أمريكية تستخدم في صياغة جميع بيانات التنبؤات بالطقس في البحار في وقت ما إلى رموز شفرية قصيرة يمكن نقلها بواسطة موجات الراديو ( صوتي أو 
مورس). التنبؤات البحرية في العادة تقدم توقعات عن سرعة واتجاه الرياح، ومدى وضوح الرؤية، وحالة البحر بشكل عام في المستقبل.

### صياغة الرموز
يبدأ بتحديد الوقت -التاريخ والساعة- يتبعها اسم المنطقة التي توضع لها التنبؤات البحرية، ويتبعها مجموعة من القراءات المتوقعة لسرعة واتجاه الرياح ومدى وضوح الرؤية وغيرها.
وهي تعبر عن تاريخ واسم اليوم بالتقويم الجريجوري-التقويم الميلادي بالإضافة إلى الساعة من 00 إلى 23 .
ويكتب على الشكل التالي:
YYG1G1/

#### YY
وهو اليوم من شهر ما حسب التوقيت الزمني العالمي

#### G1G1
الزمن الذي تبدأ فيه التوقعات حسب التوقيت الزمني العالمي (أي أن هذا الزمن الذي يتوقع فيه مثلا أن تكون سرعة الرياح 2 عقدة بحرية واتجاهها شمالي غربي وتكون الرؤية أكثر من 10000 متر وتكون حالة البحر مستقرة ...إلخ)

#### /
وهو عبارة عن آخر رقم غير مستخدم من المجموعة

#### 1GDFnW1 1
وهو رقم تعريفي مطلوب خلال التدريبات الدولية.
كل مجموعة من الرموز يتبعها اسم المسطح المائي وهو يبدأ ب1

##### G
هو رمز يدل على المدى الزمني الذي يشمله التنبؤ لهذه المجموعة

##### المدى الزمني الذي يشمله التنبؤ
0: حالة الطقس عند بدأ التنبؤ
1:التنبؤ ل3 ساعات قادمة
2: التنبؤ ل6 ساعات مقبلة
3: التنبؤ ل9 ساعات مقبلة
4: التنبؤ ل12 ساعة مقبلة
5: التنبؤ ل18 ساعات مقبلة
6: التنبؤ ل24 ساعة مقبلة
7: التنبؤ ل48 ساعة مقبلة
8: التنبؤ ل72 ساعة مقبلة
9: نادرا ما يستخدم
D: هو رمز يدل على اتجاه الرياح المتوقع

##### اتجاه الرياح
0: ساكن-هادئ
1: شمالي شرقي
2: شرقي
3: جنوبي شرقي
4:غربي
5:جنوبي غربي
6: شمالي غربي
7: شمالي
9: متغيرة
Fm هو رمز يدل على سرعة الرياح المتوقعة

##### سرعة الرياح
0:رقم بيفورت 0-3 (0-10 عقدة)
1: رقم بيفورت 4 (11-16 عقدة)
2: رقم بيفورت (17-21 عقدة)
3: رقم بيفورت 6 (22-27 عقدة)
4: رقم بيفورت 7 (28-33 عقدة)
5: رقم بيفورت 8 (34-40 عقدة)
6: رقم بيفورت 9 (41-47 عقدة)
7: رقم بيفورت 10 (48-55 عقدة)
8: رقم بيفورت 11 (56-63 عقدة)
9: رقم بيفورت 12 (64-71 عقدة)
W1: هو رمز يدل على الطقس المتوقع

##### الطقس
0: صحو أو معتدل (مدى الرؤية أكثر من 5000 م)
1: خطر تراكم الجليد على الهيكل العلوي (درجة الحرارة بين 0 إلى 5- درجة)
2: خطر شديد من تراكم الجليد على الهيكل العلوي (درجة الحرارة أقل من 5- )
3: شابورة (الرؤية بين 1000م إلى 5000 م)
4: ضباب (الرؤية أقل من 1000 م)
5: رذاذ
6: مطر
7:ثلج أو مطر وثلج
8: جو عاصف مع أو بدون أمطار
9: عاصفة رعدية
10 تعرف بالمجموعة الإضافية.

##### V الرؤية
0: أقل من 50 متر
1: 50-200 متر
2: 200 متر إلى 500 متر
3: 500 متر إلى 1000 متر
4: 1000 متر إلى 2000 متر
5: 2000 متر إلى 4000 متر
6: 4000 متر إلى 10000 متر
7: 10000 متر إلى 24000 متر
S يشير إلى حالة البحر المتوقعة

##### حالة البحر
ارتفاع الموج بالأمتار
0: هادئ(ساكن)
1: هادئ مويجات صغيرة(Rippled 0.0- 0.1)
2: ساكن مويجات صغيرة(wavelets 0.1-0.5)
3: خفيفة 0.5-1.25
4: معتدلة 1.25-2.5
5:عالي الموج 2.5-4
6:هائج 4-6
7:مرتفع 6-9
8: شديد الارتفاع 9-14
9: استثنائي أكثر من 14

##### مثال على التنبؤات البحرية
MAFOR 0403/ - Superior 12646 14755 245H 12720 - Ontario 15820 12804
بالعودة إلى الرموز السابقة الذكر، يمكن تفسير هذا التنبؤ كما يلي:
MAFOR 0403/: التنبؤات البحرية للساعة 03 حسب التوقيت الزمني الدولي من اليوم الرابع من الشهر الحالي
البحيرات العظمى Lake Superior: أول 6 ساعات من التنبؤ-يتوقع رياح 28-33 عقدة، مع مطر. في ال12 ساعة التالية من التنبؤ يتوقع 34-40 عقدة، مع رذاذ. خلال نفس المدى الزمني يتوقع أن تكون الرؤية 1000 إلى 2000 متر، مع طقس عاصف، ارتفاع الموج 2.5-4 متر. في الساعات ال6 الأخيرة من التنبؤ، يتوقع أن تكون الرياح شمالية غربية 17-21عقدة، الرؤية أكثر من 5000 متر.
بحيرة أونتاريوLake Ontario: أول 18 ساعة من التنبؤ يتوقع أن تكون الرياح 17-21 عقدة، الرؤية أكثر من 5000 متر، في الساعات ال6 الأخيرة يتوقع أن تكون الرياح شمالية 10 عقدة أو أقل، مع ضباب وانخفاض في مدى الرؤية إلى أقل من 1000 متر
ملخص التنبؤ البحري
كل تقرير تنبؤ بحري يتبعه ملخص تقني موجز للخريطة الطقس الحالية بلغة واضحة غير مرمزة. الموجز يعطي مواقع مراكز مناطق الضغط المرتفع والمنخفض، والتنبؤ الخاص بحركتها(سرعتها واتجاهها). من حين لآخر يستخدم كمرجع لتحديد تغير الرياح في الفترة المقبلة
مايلي مثال على موجز التنبؤ البحري: 
Low Chicago moving ENE 35 High New York City moving e 15 Wind shift SW to NW Detroit early morning Kingston late evening